# Alecto (emperador)
Cayo Alecto  (m. 296) fue un usurpador del Imperio romano en las provincias de Britania y norte de la Galia, de 293 a 296.

## Historia
Alecto era el tesorero de Carausio, un oficial Menapio de la armada romana que se había hecho con el poder en las provincias citadas en 286. En 293 Carausio se vio aislado cuando el César de Occidente, Constancio I Cloro, retomó parte de sus territorios galos, como el puerto crucial de Bononia (moderna Boulogne) y venció a sus aliados francos en Batavia. Alecto asesinó a Carasio y asumió el poder.
Su reinado ha dejado pocos vestigios, aunque sus monedas muestran un estilo similar a las de Carausio. Se encontraron en el norte de la Galia, lo que indica que la pérdida del puerto de Bononia no significó el final del imperio rebelde a ese lado del Canal de la Mancha.
Constancio lanzó una invasión para deponerlo en septiembre de 296. Sus fuerzas navegaron por diferentes caminos; Constancio guio la división que partió de Bononia, pero parece que se retrasó por el mal tiempo. Otra de ellas, la del prefecto del pretorio Asclepiodoto, se aprovechó de la niebla para evitar a los barcos de Alecto, varados en la Isla de Wight, y tomó tierra cerca de la ría de Southampton, donde quemaron sus barcos. Las fuerzas de Alecto se vieron obligadas a retirarse de la costa, pero fueron rodeadas por otra de las divisiones de Constancio y derrotadas. El propio Alecto murió en la batalla, tras haberse desprendido de cualquier insignia que pudiera identificarlo. La arqueología sugiere que el lugar de su derrota fue Calleva Atrebatum en (Silchester). Un grupo de tropas romanas, que se habían separado del cuerpo principal de la expedición en la niebla al cruzar el canal, alcanzó al resto de los hombres de Alecto, la mayoría francos, en Londinium (Londres), y los masacró. El mismo Constancio, al parecer, no alcanzó Britania hasta que todo acabó, y su panegirista dice que fue recibido como un liberador por los bretones.

## Leyenda
Godofredo de Monmouth incluyó a Alecto en su legendaria Historia de los Reyes de Britania (ca. 1136). Aquí, Alecto es un oficial enviado con tres legiones por los romanos para deponer a Carausio, un rey nativo. Lo hace, pero su mandato resulta opresivo, y es de nuevo depuesto por Asclepiodoto, aquí el duque de Cornualles. Los restos de las tropas de Alecto son sitiadas en Londres, y se rinden con la condición de que vivirán en libertad fuera de Britania. Asclepiodoto acepta, pero los soldados rendidos son masacrados, y sus cabezas arrojadas al río Galobroc, por sus aliados los Venedoti.